# Veia digital plantar
A veia digital plantar é uma veia do membro inferior.